# Longan
Longan (Dimocarpus longan) je tropický ovocný strom pocházející z jižní Číny. Roste v celé jihovýchodní Asii. Jeho název je odvozen z čínštiny a znamená „dračí oko“.

## Popis
Strom může dosahovat výšky 6 až 7 m a je velmi citlivý na mráz. Vyžaduje písečnou půdu a teplotu neklesající pod 4,5 °C. Dozrává ve stejném ročním období jako liči.
Plody rostou v hroznech. Měří v průměru okolo 3 cm, mají žlutohnědou pevnou slupku, kterou je nutno před konzumací odstranit. Plody se sklízejí nedozrálé, v plné zralosti mají nepříjemnou chuť a mohou způsobit zažívací potíže. Říká se jim dračí oči pro podobnost s oční bulvou: jsou bělavě zbarvené, průsvitné a rosolovité, s velkou černou peckou uvnitř. Jsou aromatické a osvěžující, chutnají sladkokysele. Používají se do ovocných šťáv a čajů, do salátů i teplých jídel. Do Evropy se dováží zpravidla v kompotech. Sušený longan má tmavou červenohnědou barvu, tradiční čínská medicína ho doporučuje na uklidnění i posílení. Semeno je nejedlé, díky obsahu saponinů se používá v kosmetice.